# Cieux
Cieux är en kommun i departementet Haute-Vienne i regionen Nouvelle-Aquitaine i västra Frankrike. Kommunen ligger i kantonen Nantiat som tillhör arrondissementet Bellac. År 2022 hade Cieux 1 001 invånare.

## Befolkningsutveckling
Antalet invånare i kommunen Cieux
| Referens: INSEE |